# 环戊二烯基三氯化钛
环戊二烯基三氯化钛是一种有机钛化合物，化学式为(C5H5)TiCl3。它是对潮湿敏感的橙色固体，具有钢琴凳（piano stool）几何构型。它可由二氯化二茂钛和四氯化钛的反应制得：
(C5H5)2TiCl2  +  TiCl4  →   2 (C5H5)TiCl3
它具有亲电性，和醇类可以迅速反应，生成烷氧基配合物。